# Doña Rosa (Guanajuato)
Doña Rosa es una localidad del estado mexicano de Guanajuato. Es parte del municipio de Salamanca.

## Demografía
| Gráfica de evolución demográfica |
|                                  |

| Censo | Población |
| ----- | --------- |
| 1900  | 166       |
| 1910  | 194       |
| 1921  | 85        |
| 1930  | 150       |
| 1940  | 204       |
| 1950  | 184       |
| 1960  | 276       |
| 1970  | 400       |
| 1980  | 658       |
| 1990  | 809       |
| 2000  | 793       |
| 2010  | 862       |
| 2020  | 1 053     |